# Скугфосс ГЭС
Скугфосс (норв. Skogfoss kraftverk, Менникакоски) — гидроэлектростанция на реке Паз в коммуне Сёр-Варангер (Финнмарк, Норвегия).
Электростанция принадлежит компании Pasvik Kraft. Для работы турбины используется падение реки в 20 м. Хотя электростанция расположена на реке, озеро Инари регулирует сток для всех Пазских ГЭС. Подпорьем для ГЭС является озеро Боссояврре. Плотина использует два генератора общей мощностью 60 МВт, оборудованных турбинами Каплана. Среднегодовое производство электричества 358 млн кВт·ч.
При ГЭС работает рыбоводный завод.